# Dusona townsendi
Dusona townsendi là một loài tò vò trong họ Ichneumonidae.